# Màxima parsimònia
Els mètodes de màxima parsimònia o més simplement mètodes de parsimònia o fins i tot parsimònia de Wagner, són un mètode estadístic no paramètric molt utilitzat, especialment per a la inferència filogenètica. Aquest mètode permet construir arbres de classificació jerarquitzats els quals permeten obtenir una informació sobre l'estructura dels ecosistemes d'una espècie donada. Sota la hipòtesi del màxim de parsimònia, l'arbre filogenètic « prefereix » aquell que requereix el nombre més reduït de canvis evolutius. Aquest mode de reagrupament també es fa servir en ecologia sobre material actual o fòssil i en altres casos.

## Concepte
La parsimònia pertany a un conjunt de mètodes filogenètics basats en l'útilització d'una matriu de caràcters discrets que permet inferir un o més arbres òptims per a un joc de dades, un conjunt de tàxons donat (tradicionalment un conjunt d'espècies o de poblacions aïllades reproductivament, dins una mateixa espècie). Es calcula un score estadístic per a cadascun dels arbres i els arbres que tinguin els millors scores són tinguts com els que proporcionaran la millor, la més parsimoniosa, estimació de relacions filogenètiques entre els tàxons inclosos dins l'anàlisi. Fins a una època recent aquest era l'únic mètode que es podia utilitzar en l'estimació filogenètica de les dades morfològiques.